# Pujerra
Pujerra – gmina w Hiszpanii, w prowincji Malaga, w Andaluzji, o powierzchni 24,38 km². W 2011 roku gmina liczyła 326 mieszkańców.